# Enneapterygius
Enneapterygius is een geslacht van straalvinnige vissen uit de familie van drievinslijmvissen (Tripterygiidae). Het geslacht is voor het eerst wetenschappelijk beschreven in 1835 door Rüppell.

## Soorten
- Enneapterygius abeli (Klausewitz, 1960)
- Enneapterygius atriceps (Jenkins, 1903)
- Enneapterygius atrogulare (Günther, 1873)
- Enneapterygius bahasa Fricke, 1997
- Enneapterygius cheni Wang, Shao & Shen, 1996
- Enneapterygius clarkae Holleman, 1982
- Enneapterygius clea Fricke, 1997
- Enneapterygius elaine Holleman, 2005
- Enneapterygius elegans (Peters, 1876)
- Enneapterygius erythrosomus Shen & Wu, 1994
- Enneapterygius etheostomus (Jordan & Snyder, 1902)
- Enneapterygius fasciatus (Weber, 1909)
- Enneapterygius flavoccipitis Shen, 1994
- Enneapterygius fuscoventer Fricke, 1997
- Enneapterygius genamaculatus Holleman, 2005
- Enneapterygius gracilis (Allen & Robertson, 1991)
- Enneapterygius gruschkai Holleman, 2005
- Enneapterygius hemimelas (Kner & Steindachner, 1867)
- Enneapterygius hollemani Randall, 1995
- Enneapterygius howensis Fricke, 1997
- Enneapterygius hsiojenae Shen, 1994
- Enneapterygius kermadecensis Fricke, 1994
- Enneapterygius kosiensis Holleman, 2005
- Enneapterygius larsonae Fricke, 1994
- Enneapterygius leucopunctatus Shen, 1994
- Enneapterygius melanospilus Randall, 1995
- Enneapterygius minutus (Günther, 1877)
- Enneapterygius mirabilis Fricke, 1994
- Enneapterygius miyakensis Fricke, 1987
- Enneapterygius namarrgon Fricke, 1997
- Enneapterygius nanus (Schultz, 1960)
- Enneapterygius niger Fricke, 1994
- Enneapterygius nigricauda Fricke, 1997
- Enneapterygius obscurus Clark, 1980
- Enneapterygius ornatus Fricke, 1997
- Enneapterygius pallidoserialis Fricke, 1997
- Enneapterygius paucifasciatus Fricke, 1994
- Enneapterygius philippinus (Peters, 1869)
- Enneapterygius pusillus Rüppell, 1835
- Enneapterygius pyramis Fricke, 1994
- Enneapterygius qirmiz Holleman & Bogorodsky, 2012
- Enneapterygius randalli Fricke, 1997
- Enneapterygius rhabdotus Fricke, 1994
- Enneapterygius rhothion Fricke, 1997
- Enneapterygius rubicauda Shen, 1994
- Enneapterygius rufopileus (Waite, 1904)
- Enneapterygius senoui Motomura, Harazaki & Hardy, 2005
- Enneapterygius shaoi Chiang & Chen, 2008
- Enneapterygius sheni Chiang & Chen, 2008
- Enneapterygius signicauda Fricke, 1997
- Enneapterygius similis Fricke, 1997
- Enneapterygius triserialis Fricke, 1994
- Enneapterygius trisignatus Fricke, 2001
- Enneapterygius tutuilae Jordan & Seale, 1906
- Enneapterygius unimaculatus Fricke, 1994
- Enneapterygius ventermaculus Holleman, 1982
- Enneapterygius vexillarius Fowler, 1946
- Enneapterygius williamsi Fricke, 1997
- Enneapterygius ziegleri Fricke, 1994